# Joseph Anton von Kageneck

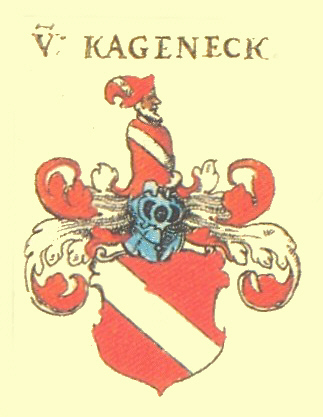
Familienwappen

Joseph Anton von Kageneck (* 2. Januar 1701 in Bleichheim; † 22. Oktober 1747 in Mannheim) war ein kurpfälzischer Kammerherr, Burgmann zu Friedberg und Inhaber diverser Ortsherrschaften.

## Leben und Wirken
Er entstammte dem Freiherrengeschlecht von Kageneck. Sein Großvater Johann Friedrich von Kageneck (1633–1705) amtierte als Vizestatthalter von Vorderösterreich, seine Eltern waren Philipp Ludwig von Kageneck und Maria Anna geb. von Baden zu Liel.
1726 vermählte er sich mit Luzia Josepha von Sickingen (1703–1751), Tochter des kurpfälzischen Konferentialministers und Obristkämmerers Johann Ferdinand von Sickingen († 1719).
Deren Bruder Joseph Karl Ferdinand Friedrich Franz Anton von Sickingen (1708–1787) heiratete Maria Charlotte Amalia von Hacke, Tochter des kurpfälzischen Oberstforst- bzw. Oberstjägermeisters Ludwig Anton von Hacke (1682–1752). Carl Anton Joseph Johann Damian von Sickingen (1702–1785), ein weiterer Bruder, ehelichte Maria Antonia Charlotte, Gräfin von Seinsheim (1711–1747), die Schwester des Würzburger Fürstbischofs Adam Friedrich von Seinsheim. Maximilian Johannes Jakob von Sickingen (1714–1795), ein anderer Bruder der Ehefrau, amtierte als Domkapitular in Würzburg und seine Grabplatte ist im dortigen Domkreuzgang erhalten.

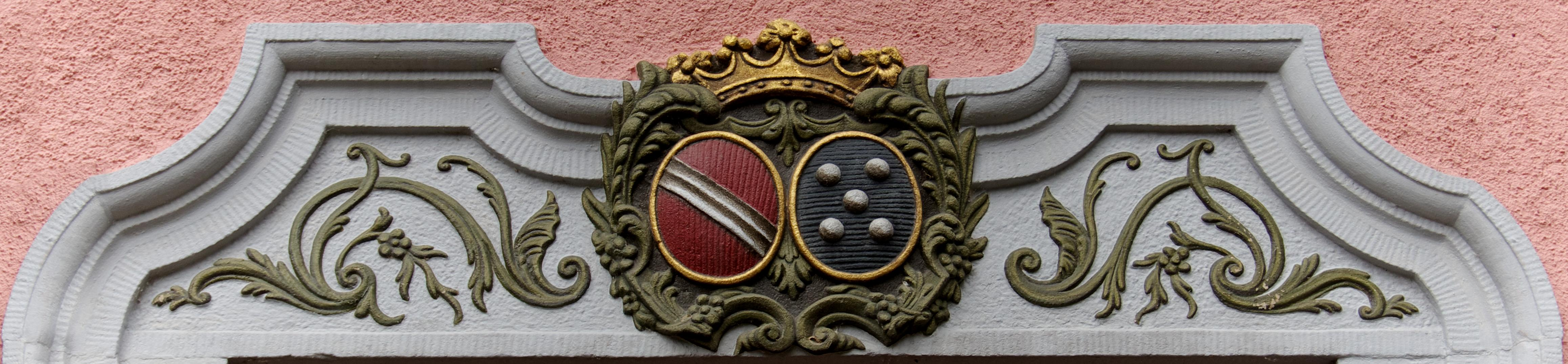
Allianzwappen Kageneck und Sickingen am Schloss Stegen-Weiler

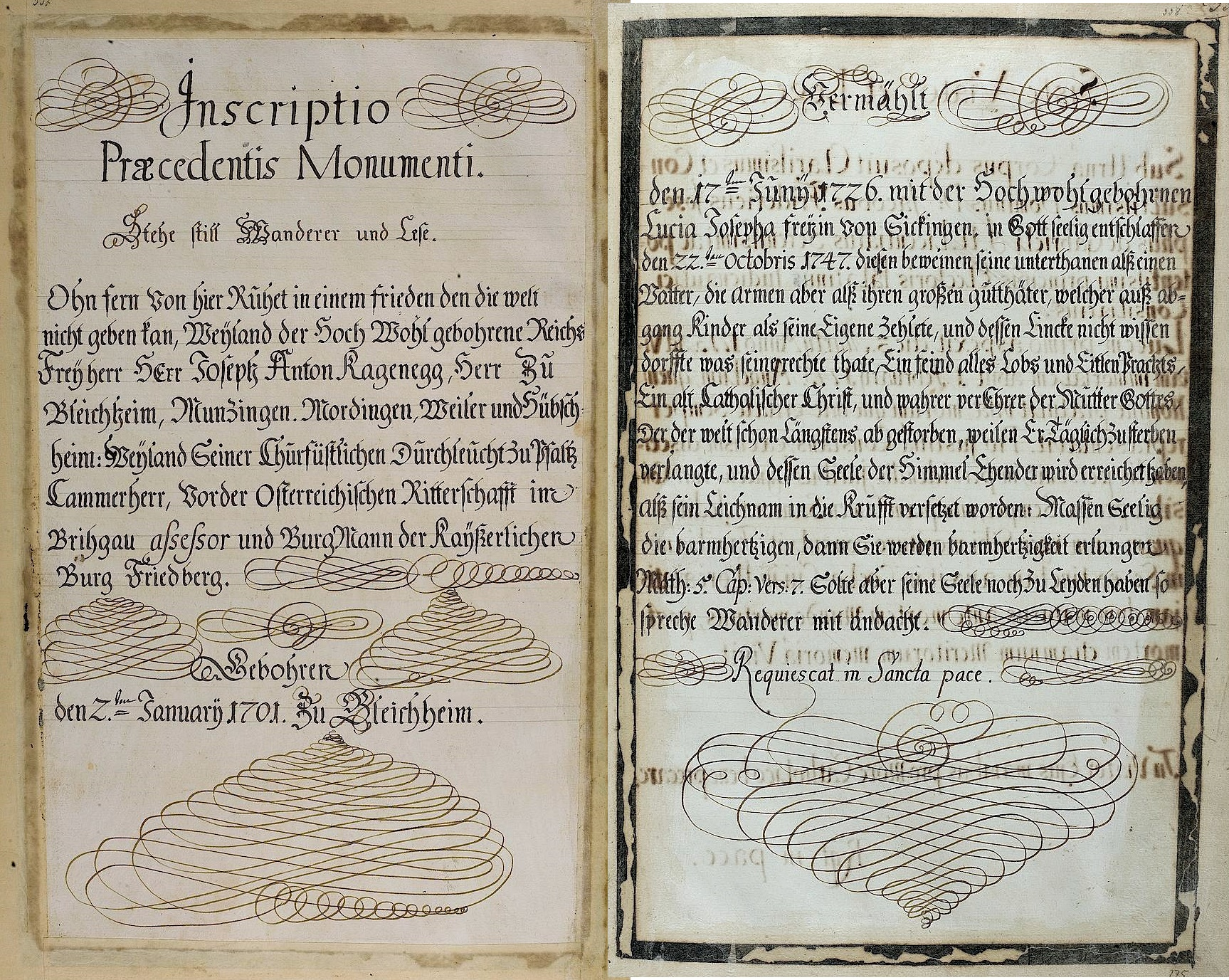
Überlieferte Epitaphinschrift aus dem Thesaurus Palatinus

Joseph Anton von Kageneck wurde durch Erbfolge Ortsherr der Gemeinden  Bleichheim, Munzingen, Merdingen, Weiler und Hipsheim/Elsass. Schloss Stegen-Weiler ließ er im Barockstil umbauen, wovon noch das über der Hauptpforte befindliche Allianzwappen Kageneck und Sickingen herrührt.
Laut Epitaphinschrift bekleidete der Freiherr außerdem die Stellungen eines kurpfälzischen Kammerherrn, eines kaiserlichen Burgmannes auf Burg Friedberg und eines Assessors der vorderösterreichischen Ritterschaft.
Kageneck hatte keine eigenen Kinder, scheint jedoch sehr fromm, wohltätig und bei seinen Untertanen beliebt gewesen zu sein. Als er 1747 starb, ließ man ihn in der Mannheimer Pfarrkirche St. Sebastian beisetzen, wo er ein Epitaph erhielt, das heute nicht mehr existiert. Die anrührende Inschrift wird jedoch im Thesaurus Palatinus des Landeshistorikers Johann Franz Capellini von Wickenburg († 1752) überliefert. Dort heißt es u. a.:

„… diesen beweinen seine Unterthanen als einen Vatter, die Armen aber als ihren grossen Gutthäter, welcher aus Abgang (andere) Kinder als seine eigenen zählte, dessen linke nicht wissen durfte was seine rechte that, ein Feind allen Lobs und eitler Pracht, ein alter katholischer Christ und Verehrer der Muttergottes, welcher der Welt schon längstens abgestorben weilen er täglich zu sterben verlangte und dessen Seele den Himmel ehender wird erreicht haben als sein Leichnam in die Gruft versetzt worden, da selig die Barmherzigen, denn sie werden Barmherzigkeit erlangen. Sollte seine Seele aber noch zu leyden haben, so spreche Wanderer mit Andacht: Requiescat in sancta pace.“